# ヴィルヘルムスドルフ
ヴィルヘルムスドルフ (ドイツ語: Wilhermsdorf) は、ドイツ連邦共和国バイエルン州ミッテルフランケン行政管区のフュルト郡に属す市場町である。1972年の市町村再編までは、ノイシュタット・アン・デア・アイシュ郡に属していた。

## 地理

### 位置
市場町ヴィルヘルムスドルフは、フュルトとバート・ヴィンツハイムとの間、フランケンヘーエ自然公園の周縁部に位置している。
ヴィルヘルムスドルフ町内をツェン川が流れ、アッツェンホーフ近郊でレグニッツ川に合流する。
この集落は、15 km 離れたヴィルヘルムスドルフ (Wilhelmsdorf) と混同しないよう注意が必要である。

### 隣接する市町村
隣接する市町村は、北から時計回りに以下の通りである:
- エムスキルヒェン（ドイツ語版、英語版）
- ランゲンツェン
- グロースハーバースドルフ
- ディーテンホーフェン
- ノイホーフ・アン・デア・ツェン（ドイツ語版、英語版）
- マルクト・エルルバッハ（ドイツ語版、英語版）

### 自治体の構成
市場町ヴィルヘルムスドルフは14の公式に名称を持つ以下の地区からなる（かっこ内は2013年1月現在の人口である）:
| - アルトカッターバッハ (58) - ディッポルツベルク (109) - デュルンファルンバッハ (66) - ファルマイステライ (2) - キルヒファルンバッハ (330) | - クレーベン (76) - レンツェンハウス (6) - レスラインスホイスライン (6) - マイアースベルク (178) - オーベルンドルフ (27) | - リーデルスホイスライン (13) - ウンターウルゼンバッハ (97) - ヴィルヘルムスドルフ (3,955) - ヴォルフスミューレ (8) |

デンツェルミューレとヴァルクミューレは、公的に定められた地区ではない。

## 歴史

### 19世紀まで
ヴィルヘルムスドルフの創設はおそらく9世紀のカロリング朝にまで遡る。最初の記述は1096年の文書における Regil de Willehalmesdorff である。時代とともに、Wilhalmsdorf から Wilhelmßdorff あるいは Wilhelmsdorf、その後 Wilhermsdorf と表記されるようになった。地名の規定語は、人名 Willihalm に由来しており、この集落の建設者であると考えられる。
1566年にヴォルフ・フォン・ヴィルヘルムスドルフが騎士領ヴィルヘルムスドルフ (Wilhelmsdorf) と ナイトハルツヴィンデン (Neidhardswinden) をシュッツバール・ゲナント・ミルヒリング兄弟に売却した。兄弟のうち、1536年に生まれたハインリヒ・ヘルマン・フォン・ブルクミルヒリングが重要な人物で、後にヴィルヘルムスドルフの独占的所有者となった。ハインリヒ・ヘルマンは1569年に皇帝から帝国男爵に叙された。ヴォルフス・フォン・ヴィルヘルムスドルフの死により、1569年にこの家系は断絶した。
この地域では1528年から宗教改革が広まりつつあったが、ヴィルヘルムスドルフでは、それまでの教会守護権の所有者（ヴォルフ・フォン・ヴィルヘルムスドルフ）が1596年に死亡し、ミルヒリングが男爵に昇格した後の1572年になって宗教改革がなされた。

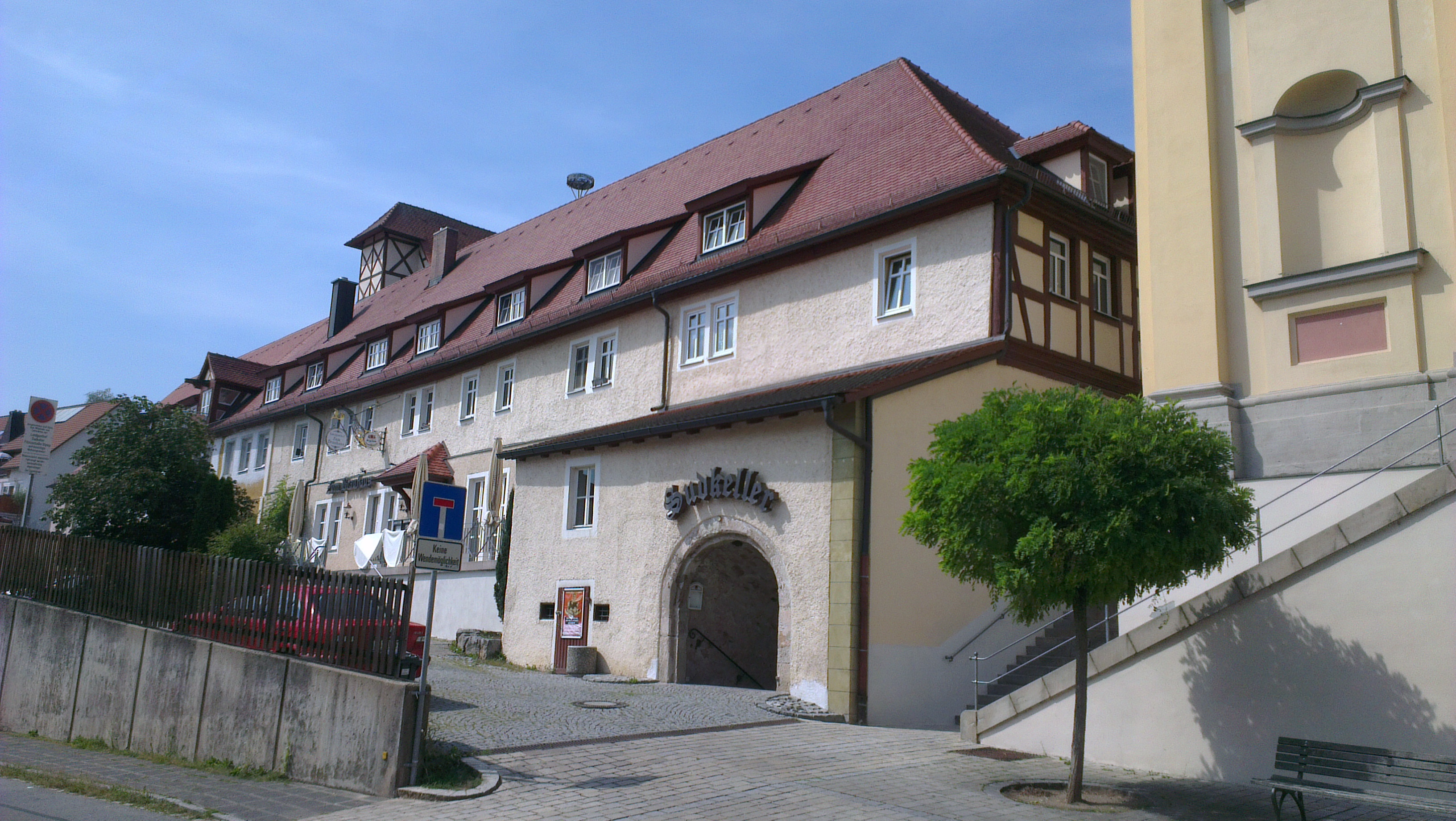
かつての領主の執務館

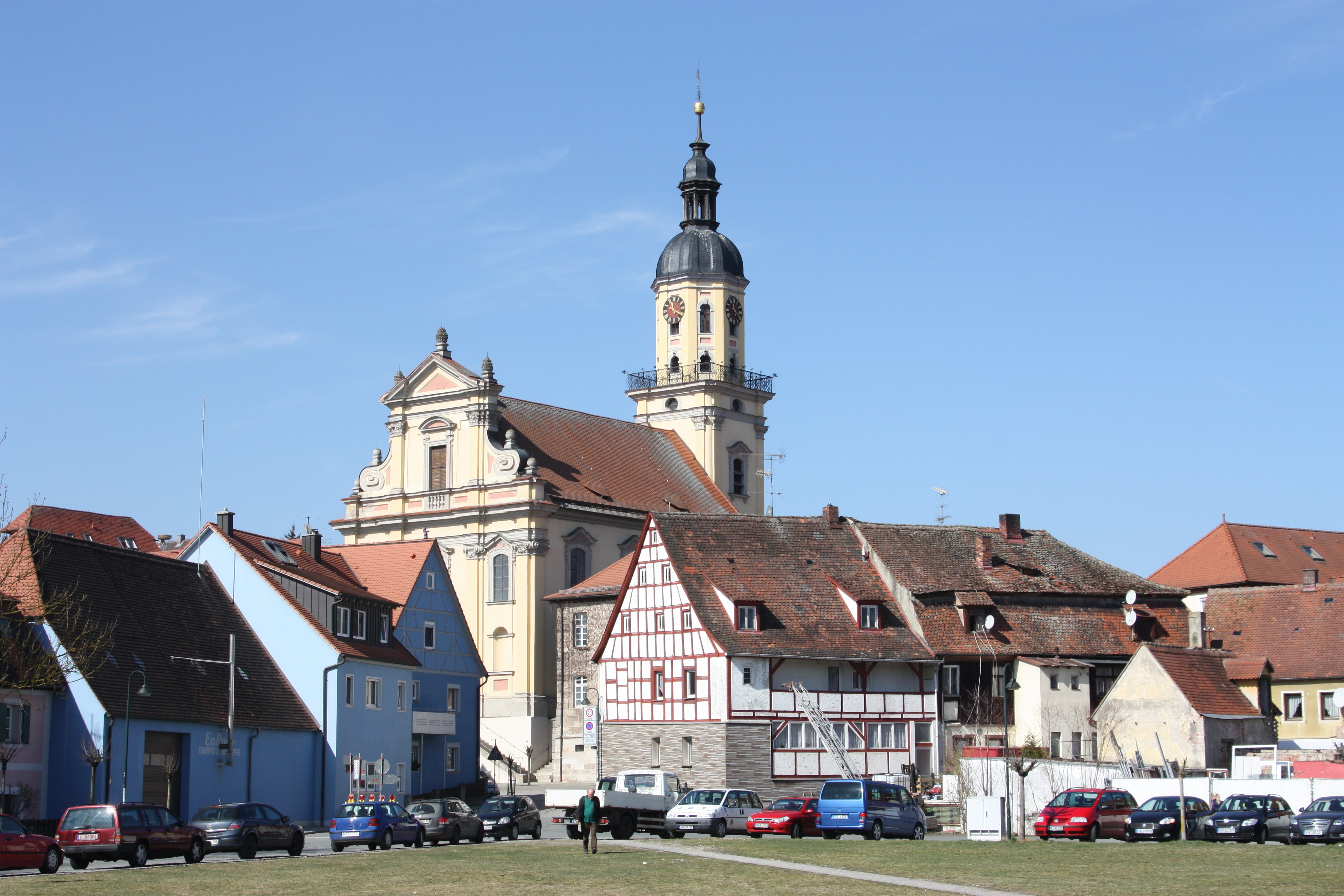
ヴィルヘルムスドルフの主教会

焼失したヴィルヘルムスドルフ要塞は、ハインリヒ・ヘルマンがブルクミルヒリング要塞という名称で水城として建設したものであった。1592年にヘルマン・フォン・ブルクミリヒリング（父）が亡くなり、1593年に息子のハインリヒ・ヘルマン・フォン・ブルクミルヒリング（子）が遺領を継承した。跡を継いだ彼は、善良な城主で、学問を好んだ。皇帝ルドルフ2世は、1597年に彼に、独自のターラー貨幣鋳造権を授けた。ヴィルヘルムスドルフ家は、1612年に重罪裁判権を有する領主に昇格し、これにより帝国直轄領主の地位を得た。この帝国騎士の領主家は、フランケン帝国クライス内でカントン・アルトミュールに組み込まれた。かつての領主の執務館は、主教会の西にあり、現在はブルワリーおよび旅館として利用されている。
三十年戦争の際、軍司令官マンスフェルトは、1621年10月にヴィルヘルムスドルフからアムト・ホーエネックに進軍した。グスタフ・アドルフ・フォン・スウェーデンは1632年にブルクミルヒリング要塞に宿泊した。1656年にハインリヒ・ヘルマン・フォン・ブルクミルヒリング（子）が、後継者をもうけないまま亡くなった。これ以後ヴィルヘルムスドルフの所有者は何度も入れ替わった。1659年から1667年までこの集落は、オーストリアからの亡命貴族ゲオルク・ハニバル・フォン・エックが治めた。この集落はこの頃、主にニーダーエスターライヒからの宗教亡命者の新たな故郷になっていた。

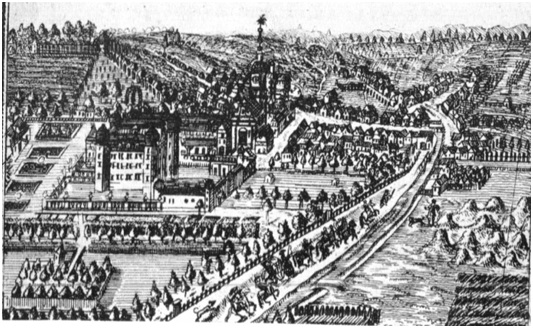
1742年のヴィルヘルムスドルフ城館のスケッチ

1667年にホーエンローエ＝ノイエンシュタイン伯ヴォルフガング・ユリウスがヴィルヘルムスドルフとナイトハルツヴィンデンの領主権を獲得した。その治下で三十年戦争の痕跡が取り除かれ、ヴィルヘルムスドルフは1671年に皇帝レオポルト1世から市場開催権を授けられた。ブルクミルヒリング要塞は1672年から1693年の間に取り壊され、その後、付属建造物や城館施設を有するレジデントシュロス（居城）が建設された。彼は、ヴィルヘルムスドルフに住むユダヤ人に印刷業を営む許可を与えた。ヴィルヘルムスドルフで印刷されたユダヤ人の書物は世界中で販売された。たとえば、1673年/1677年に刊行された Ma'assebuch などである。ヴォルフガング・ユリウスは、その妻であったホルスタイン公女が亡くなった後、1689年にオーストリアの亡命貴族家出身のヴェルツ伯女フランツィスカ・バーバラと結婚した。ヴォルフガング・ユリウスは結婚から9年後の1698年に76歳で死亡した。1701年、35歳のフランツィスカ・バーバラはホーエンローエ＝ヴァルデンブルク＝シリングスフュルスト伯フィリップ・エルンストと結婚した。フランツィスカ・バーバラはヴィルヘルムスドルフを保持し続け、その治下でヴィルヘルムスドルフは最盛期を迎えた。彼女はここでヴォルフガング・ユリウスが計画していた建設計画を実現した。
フランツィスカ・バーバラは、1718年に亡くなった後、福音主義主教会の廟所の豪華な棺に葬られた。フィリップ・エルンストの死後、ヴィルヘルムスドルフとナイトハルツヴィンデンは、2人の幼い子供に引き継がれた。フィリップ・エルンストの息子はヴィルヘルムスドルフ帝国領を引き継いだが、後継者を遺さなかった。領主権は、甥のリンブルク・ボンコルスト＝シュティールム伯フィリップ・フェルディナント・フォン・リンブルク＝シュティールムが相続した。多額の借金を理由に（負債総額は36万グルデンに上った）彼は、1769年に所領を売却し、フルダの枢密顧問官クロイツベルク男爵エラスムス・ヴルスターに売却することを強いられた。エラスムス・ヴルスターは、ニュルンベルクの貴族の娘ドロテア・マリー・クレース・フォン・クレッセンシュタインと結婚していた。彼らの息子クロイツベルク男爵ヨハネス・フリードリヒ・ヴルスターはこのレーエンから年金を得ていたが、1839年に死亡し、彼の家門は断絶した。このためヴィルヘルムスドルフの行政権は、バイエルン政府（同時にアンスバッハの領主でもあった）が引き継いだ。

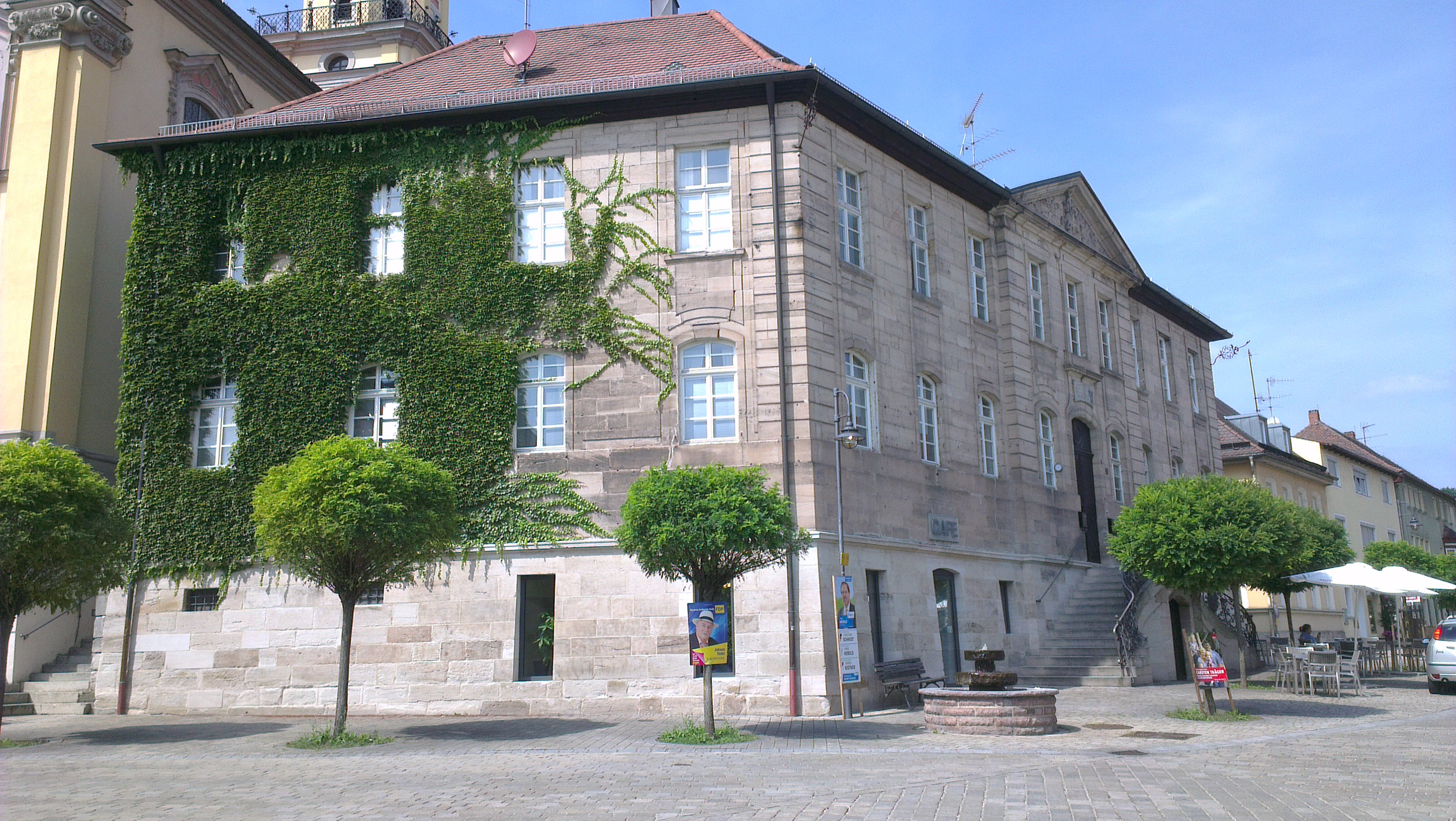
リッターハウス

騎士カントン・アルトミュールは1703年に執務館をリュクラントからヴィルヘルムスドルフに移転し、1720年頃にマルクト広場に面した教会の東に新しい執務館を建設した。この行政の建物は現在も「リッターハウス」（騎士館）と呼ばれている。
18世紀末頃、ヴィルヘルムスドルフには130戸があった。高等裁判所と、村の領主がヘルシャフト・ヴィルヘルムスドルフで権勢を誇った。これらがブランデンブルク＝バイロイト侯領のカステンアムト・ノイホーフ（財務管区）を形成していた。いくつかの地所は異なる土地領主（地主）に属していた。127戸がヘルシャフト・ヴィルヘルムスドルフ、3戸が騎士カントン・アルトミューレに属していた。
1791年、隣接するアンスバッハ辺境伯領がプロイセン王国領となった。これを主導した宰相カール・アウグスト・フォン・ハルデンブルク男爵は、この地域の領主権を買い占めることで整理を行おうとしたが、成功したのは一部だけであった。彼は、領主としての介入や軍事行動で帝国騎士領への圧力を強めていった。その多くの部分は帝国法に反していた。1796年11月22日にアンスバッハの政府委員会による急襲によってカントン・アルトミューレの文書庫や文書係所有のほぼすべての公文書が押収され、アンスバッハに運び去られ、重要な帝国騎士領の審理の進行に重要な文書が奪われた。これには兵士も投入された。これ以前、1792年2月と3月に、アンスバッハ＝バイロイトに隣接する騎士領および帝国都市でプロイセンによる襲撃が行われていた。
1796年にこの集落はプロイセンの統治下に置かれた。アンスバッハ侯領は、1805年12月15日から短期間ではあるが、ハノーファー選帝侯領と交換でフランスに属すこととなったが、1806年にバイエルン王国に併合された。同時に帝国騎士領としての直轄権が剥奪された。
1806年にバイエルン王国領となったヴィルヘルムスドルフでは、市町村令に従って1808年にシュトイアーディストリクト（徴税区）・ヴィルヘルムスドルフが設けられ、デンツェルミューレ、ファルマイステライ、レンツェンハウス、ヴァルクミューレがこれに属した。1813年にムニツィパルゲマインデ（町村にあたる）・ヴィルヘルムスドルフが設けられたが、その範囲は徴税区と同じであった。この町村は、行政と裁判はカドルツブルク地方裁判所に、財政はレントアムト（財務局）・カドルツブルクの下に置かれた。しかし、一部の裁判権と警察は1839年までヴィルヘルムスドルフ世襲裁判所（世襲貴族の私有裁判所）に残された。1842年10月1日にヴィルヘルムスドルフは、マルクト・エルルバッハ地方裁判所とレントアムト・ノイシュタット・アン・デア・アイシュ（1920年からはフィナンツアムト・ノイシュタット・アン・デア・アイシュ）の下に編入された。ヴィルヘルムスドルフは1862年からベツィルクスアムト（地方行政管区）・ノイシュタット・アン・デア・アイシュ（1938年からノイシュタット・アン・デア・アイシュ郡と改名）の行政管轄下に置かれた。裁判権は1879年までマルクト・エルルバッハ地方裁判所に置かれ、1880年から1950年代までマルクト・エルルバッハ区裁判所、1950年代以降はフュルト区裁判所がこれを引き継いだ。この町の当初の面積は 5.944 km2 であったが、1958年に 8.069 km2 を合併して拡大した。
領主で判事のゴットリープ・クリスティアン・エーバーハルト・ヴンダーは、1817年にルートヴィヒ王の命令でヴィルヘルムスドルフとブーフクリンゲンの裁判権を引き受けた。
ヴィルヘルムスドルフの最も古いクラブが、1846年設立の射撃クラブである。これは19世紀のクラブ設立の波にのって設立された。1878年/1879年にレジデントシュロスが取り壊された。住む人がなく、放置されていた建物を国が競売にかけたためであった。1895年、ツェングルント鉄道がヴィルヘルムスドルフに到達した。

### 20世紀
1907年にこの村は、電力網に結ばれた。
ヨハネスツヴァイク協会が1907年に幼稚園運営団体として設立された。
1930年に、ヴィルヘルムスドルフ - ウンターアルテンベルンハイム間の郵便馬車が廃止された。
1928年6月に、ヴィルヘルムスドルフの教員アドルフ・マイヤーは、NSDAPの地域グループを発足させ、初代の指導者となり、同年12月8日にヴィルヘルムスドルフ初の国家社会主義の町議会議員となった。1932年5月からマイヤーは第2町長を務めた。1933年秋にノイシュタット・アン・デア・アイシュに移り、このため彼の息子はそこのミッテルシューレで学ぶこととなった。町長で後の郡長ハインリヒ・シュペルバーの1947年3月の評価によれば、マイヤーはおそらく多くのヴィルヘルムスドルフ住民がダッハウ強制収容所に収容されることを防いだ。国家社会主義の時代、NSDAPのイベントで1932年の講演者として、アドルフ・マイヤーとともにフュルトの市議会議員フランツ・ヤーコプがヴィルヘルムスドルフに登場し、ユダヤ人を追放した。この市場町は、1938年12月に「ユダヤ人がいない」ことを宣言した。1963年にカトリックの教会組織は教会堂を建設した。1964年、アン・デア・シュタイゲ通りに新しい校舎が完成した。1972年7月1日、バイエルン州の地域再編に伴って、ヴィルヘルムスドルフはノイシュタット・アン・デア・アイシュ郡からフュルト郡に移管された。また、この地域再編により、ヴィルヘルムスドルフ南部のいくつかの集落がこの町に合併した。
1976年、ウンターウルゼンバッハへ向かう通り沿いに、屋内＝屋外プールが設けられた。

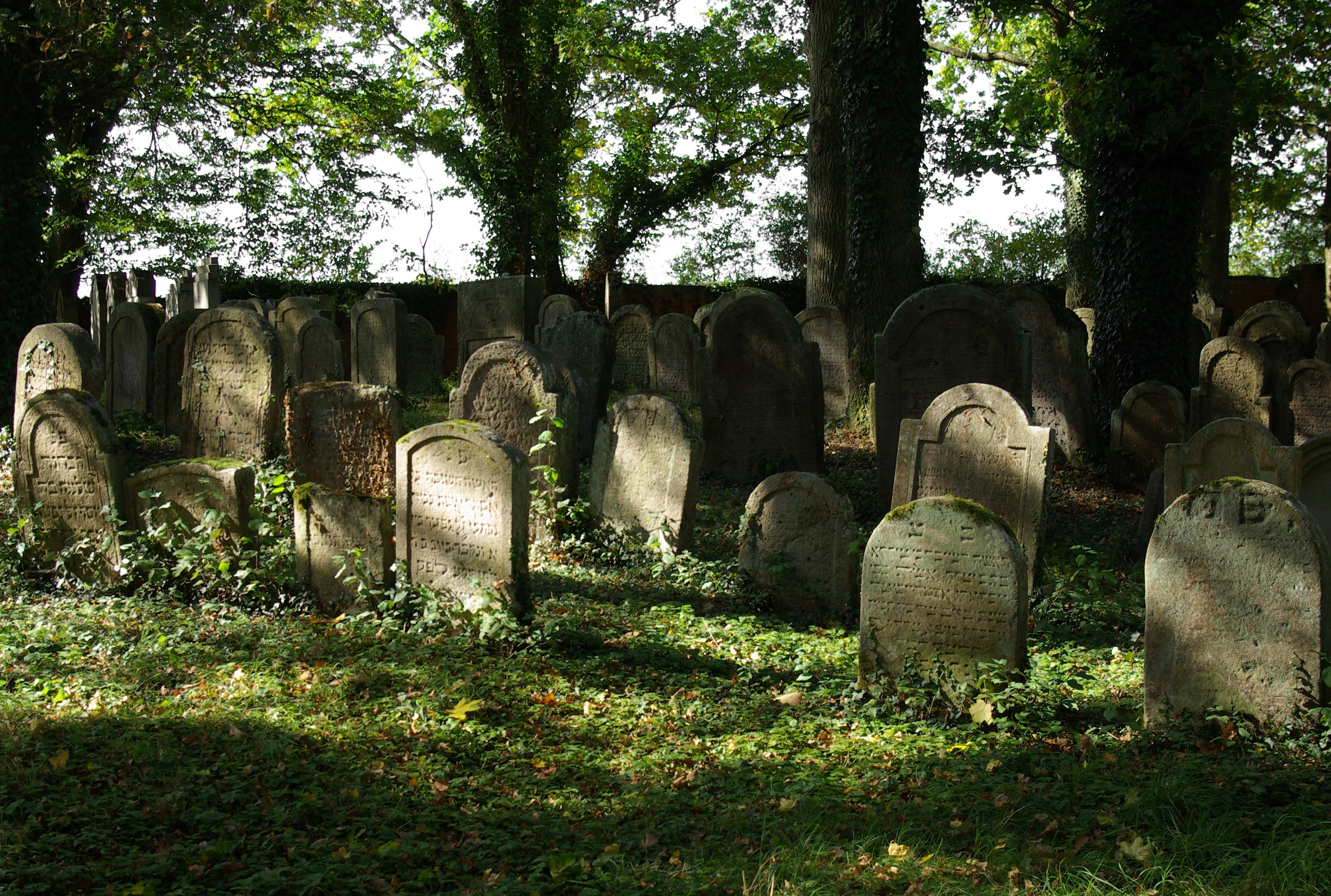
ヴィルヘルムスドルフのユダヤ人墓地

### ユダヤ人墓地
ジーデルバッハへ向かう通り沿いに、遅くとも15世紀半ば以降には、ヴィルヘルムスドルフのユダヤ人墓地が設けられていた。1842年の記録には、ユダヤ暦 5212年（西暦1452年）の墓石が報告されている。判読可能な最も古い墓石は、1690年のものである。この年から死亡時登録がなされるようになり、最後の埋葬は1936年4月8日に行われた。この墓地は1865年に拡張された。広さ 39.5 ha の墓地には、近隣のマルクト・エルルバッハやディーテンホーフェンの住民も埋葬された。現在約 500基の墓石が遺されている。

### 町村合併
1958年にウンターウルゼンバッハが合併した。1971年1月1日に、それまで独立した町村であったディポルツベルクが合併した。1972年7月1日には、廃止された町カッターバッハの一部がこの町に加わった。キルヒファルンバッハは1978年1月1日に合併した。

## 住民

### 人口推移
| 時期          | 人口（人） |
| ------------- | ---------- |
| 1840年12月1日 | 1,998      |
| 1871年12月1日 | 2,205      |
| 1900年12月1日 | 2,234      |
| 1925年6月16日 | 2,377      |
| 1939年5月17日 | 2,539      |
| 1950年9月13日 | 3,763      |

| 時期           | 人口（人） |
| -------------- | ---------- |
| 1961年6月6日   | 3,795      |
| 1970年5月27日  | 3,879      |
| 1987年5月25日  | 3,937      |
| 2008年12月31日 | 5,155      |
| 2011年12月31日 | 4,918      |
| 2017年12月31日 | 5,264      |

## 行政

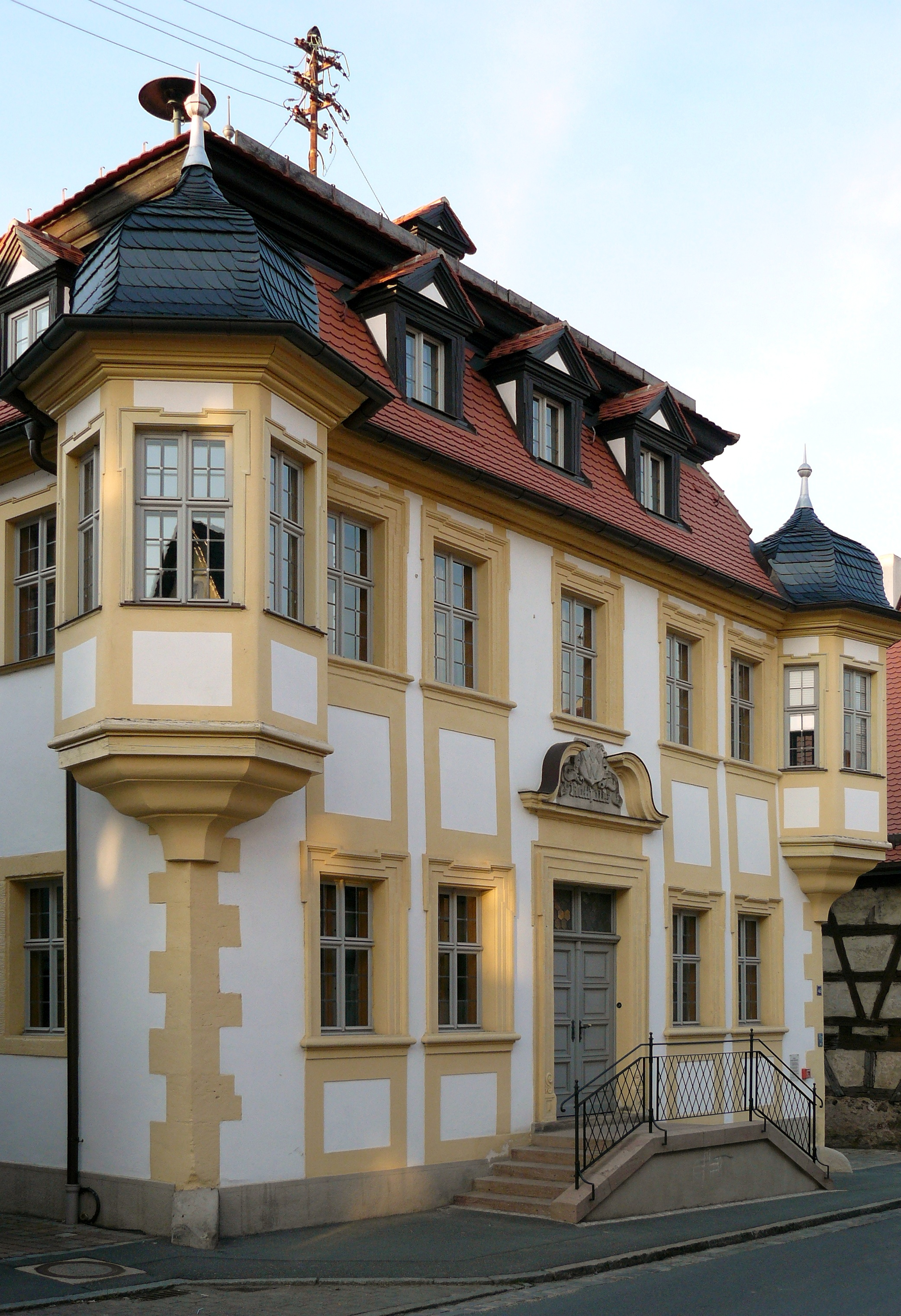
ヴィルヘルムスドルフの町役場

### 議会
ヴィルヘルムスドルフの町議会は、2002年までは16議席であったが、人口増加に伴い2008年の選挙から20議席に拡大した。

### 首長
2014年3月16日からウーヴェ・エンマート (CSU) が第1町長を務めている。彼は、2014年の選挙の第1回投票で 52.8 % の票を獲得して町長に選出された。

### 紋章
金地と青地に上下二分割。上部は互いに接した3つの赤い菱形図形。下部は銀色の大文字「W」。
この紋章は、1926年に新たに創られた。ヴィルヘルムスドルフ家の紋章に由来するデザインに銀色の「W」の文字を組み合わせた。「W」はこの町の頭文字であり、青と銀の配色はバイエルンの色である。紋章は、バイエルン内務省の1926年6月23日付の政府決議によって保証された。

### 姉妹自治体
ヴィルヘルムスドルフは以下の町と姉妹自治体関係にある
- フェルト・アム・ゼー（ドイツ語版、英語版）（オーストリア、ケルンテン州）1988年
- ヤーンスドルフ/エルツゲビルゲ（ドイツ語版、英語版）（ドイツ、ザクセン州）1998年

## 文化と見所

### 町役場
町役場は、フランツィスカ・バーバラの下で1717年から1718年に建設された領主の居館兼執務館である。この建物は、1719年から1720年に背面の翼棟が増築され、その上階にバロック様式のダンスホールが設けられた。1811年にバイエルン王国により私有化され、職人の工房として利用された。1939年に町がこの館を購入し、町役場として改修した。2000年から2005年までの間にこの館は近代化され、増築された。

### スポーツ
TSV 1886 ヴィルヘルムスドルフ e.V. は、サッカー、柔道、テニス、卓球、器械体操、バレーボール部門を有している。
2017年から、屋内・屋外プールを維持、改修するためのフェルダーフェライン・バートフロインデ＝ヴィルヘルムスドルフ e.V. が発足した。

### 年中行事
キルヒヴァイル（教会祭）は、毎年聖霊降臨祭と9月半ばに開催される。7月半ばにはマルクト広場祭が行われる。

## 経済と社会資本

### 交通
州道 St2252号線が町域を東西に貫いており、ランゲンツェン近郊で南西バイパス道路（連邦道 B8号線）に接続し、これを経由してエムスキルヒェンに至る。郡道 NEA23/FÜ18号線がジーデルバッハおよびマイアースベルクに通じている。市町村連絡道はデュルンブーフで NEA19号線に接続し、またディポルツベルクに至る。
大部分が通り抜けである町の中心部の交通負荷を解消する、アンスバッハー通りと鉄道の南を通るニュルンベルガー通りとを結ぶバイパス道路が2002年に建設された。
1895年9月9日、ツェングルント鉄道によってこの町は、ニュルンベルク - ヴュルツブルク線が通るジーゲルスドルフ駅と結ばれた。この路線は、1902年12月5日にマルクト・エルルバッハにまで延長された。列車は、一部はフュルト中央駅、一部はニュルンベルク中央駅まで運行した。1998年にはこれに加えて、ヴィルヘルムスドルフ・ミッテ駅が開業した。

### エネルギー
ヴィルヘルムスドルフには、マスト高 138 m、全高 179 m の Type Enercon E-82 風力発電機 2基からなる、バイエルンで最も高い風力発電施設が2009年からある。2010年からさらに同タイプの発電機 3基が造設される。発電機はそれぞれ 2.3 MW の発電能力を持つ。

## 人物

### 出身者
- フィリップ・フェルディナント・フォン・リンブルク＝シュティールム（ドイツ語版、英語版）（1734年 - 1794年）貴族、ヴィルヘルムスドルフの相続人、オーバーシュタイン・アン・デア・ナーエの領主

### ゆかりの人物
- ザロモン・シュヴァイガー（ドイツ語版、英語版）（1551年 - 1622年）福音主義の説教者、東洋旅行者
- ホーエンローエ＝ノイエンシュタイン伯ヴォルフガング・ユリウス（ドイツ語版、英語版）（1622年 - 1698年）ドイツの元帥、最後のホーエンローエ＝ノイエンシュタイン伯

## 関連図書
- Johann Kaspar Bundschuh (1804). “Wilhermsdorf”. Geographisches Statistisch-Topographisches Lexikon von Franken. Band 6: V–Z. Ulm: Verlag der Stettinischen Buchhandlung. p. 242 2020年2月15日閲覧。
- Armin Dürr (1995). Vom Ministerialensitz zur Marktgemeinde. Wilhermsdorf von 1096 bis 1996. Wilhermsdorf
- Hanns Hubert Hofmann (1953). Neustadt-Windsheim. Historischer Atlas von Bayern, Teil Franken. I, 2. München: Komm. für Bayerische Landesgeschichte. p. 141 2020年2月15日閲覧。
- Hanns Hubert Hofmann (1953). Neustadt-Windsheim. Historischer Atlas von Bayern, Teil Franken. I, 2. München: Komm. für Bayerische Landesgeschichte. p. 207 2020年2月15日閲覧。
- Georg Muck (1993). Geschichte von Kloster Heilsbronn von der Urzeit bis zur Neuzeit. Band 2. Neustadt an der Aisch: Verl. für Kunstreprod. Schmidt. pp. 372–374. ISBN 978-3-923006-90-8
- Wolf-Armin von Reitzenstein (2009). Lexikon fränkischer Ortsnamen. Herkunft und Bedeutung. Oberfranken, Mittelfranken, Unterfranken. München: C. H. Beck. p. 244. ISBN 978-3-406-59131-0
- Hans Sponholz et al. (1972). Landkreis Neustadt an der Aisch. Aßling-Pörsdorf/Obb: Verl. f. Behörden u. Wirtschaft Hoeppner. pp. 134–138
- Richard Strobel (1972). Landkreis Neustadt an der Aisch. Bayerische Kunstdenkmale. 32. München: Deutscher Kunstverlag. pp. 188–200
- Pleikard Joseph Stumpf (1853). “Wilhermsdorf”. Bayern: ein geographisch-statistisch-historisches Handbuch des Königreiches; für das bayerische Volk. München: Zweiter Theil. p. 714 2020年2月15日閲覧。

これらの文献は、翻訳元であるドイツ語版の参考文献として挙げられていたものであり、日本語版作成に際し直接参照してはおりません。

## 訳注
1. ↑  ヘルシャフト (ドイツ語: Herrschaft) は元々「支配」「領主」を意味する言葉で、ここではヴィルヘルムスドルフを中心とする統治権が及ぶ範囲を意味している。